# Angela Aki
Angela Aki (Japans: アンジェラ・アキ, Anjera Aki) geboren als Kiyomi Aki (Japans: 安芸 聖世美, Aki Kiyomi) (Itano, 15 september 1977) is een Japanse popzangeres. Ze is de dochter van een Japanse vader en een Italiaans-Amerikaanse moeder. Ze is in Japan onder meer bekend van de door haar gezongen titelsong van de Final Fantasy XII-soundtrack. Het nummer, Kiss Me Goodbye genaamd, zal ook op de internationale (niet-Japanse) versie van de soundtrack te horen zijn, maar zal hoogstwaarschijnlijk worden vertaald naar het Engels. Ook is zij bekend van vertolkingen in het Japans van songs van Janis Ian.
- CiNii: DA16497735
- International Standard Name Identifier: 0000 0000 8336 8775
- Library of Congress Control Number: no2008103773
- MusicBrainz: d5eb154a-8768-4ee8-91db-9c2467b4e0f0
- Bibliotheek van het Japanse parlement: 01137667
- Virtual International Authority File: 120087413
- WorldCat: E39PBJd8gK9fJ668T6dXxvPPcP